# Delmer Daves
Delmer Lawrence Daves (San Francisco, California, 24 de julio de 1904 - La Jolla, California, 17 de agosto de 1977) fue un director de cine estadounidense, realizador de Flecha rota (1950), 3:10 to Yuma (1957) y El árbol del ahorcado (1959).  A pesar de que su nombre siempre va unido al epíteto de "artesano", sus westerns y películas bélicas lograron gran fama en su día, rozando, e incluso alcanzando alguna, la categoría de obra maestra.

## Inicios
Delmer Daves nació en San Francisco y estudió Derecho en la Universidad de Stanford, aunque nunca ejercería la carrera de Leyes. Cuando todavía era estudiante consiguió un pequeño trabajo en un rodaje, y ya no abandonaría el mundo del cine.
A finales de la década de 1920 y principios de la década de 1930, trabajó como extra en algunas películas, y también trabajó como guionista con directores importantes como Leo McCarey, Frank Borzage y Archie Mayo entre otros. Su trabajo como guionista más reconocido y recordado es el de Tú y yo que el director Leo McCarey convertiría en un clásico, interpretado por Irene Dunne y Charles Boyer, y que sería versionado hasta dos veces más.

## Director
En 1943, se inició como director con Destino Tokyo, una película bélica protagonizada por Cary Grant y John Garfield que relata las aventuras de un submarino que actúa contra la Armada japonesa durante la Segunda Guerra Mundial. 
Su siguiente película importante sería Pride of the Marines (El orgullo de los marines, 1945), protagonizada por  John Garfield y Eleanor Parker. En (1947) dirige The Red House (La casa roja), protagonizada por Edward G. Robinson y Judith Anderson. Ese mismo año dirigió La senda tenebrosa con Humphrey Bogart y Lauren Bacall, y un par de años después, entre otras películas, realizó Un beso en la oscuridad con David Niven y Jane Wyman. 
Al comienzo de la década de 1950, Daves ya ha dirigido nueve películas que le habían servido para ir perfeccionándose en el oficio. En esta década realizará sus películas más importantes.
En 1950 hace su primera incursión en el western, con la película Flecha rota (1950), que supondrá toda una revolución para los western clásicos, por su forma de tratar a los nativos americanos. La película protagonizada por James Stewart, Jeff Chandler y Debra Paget, es la primera en la que aparece un nativo en un rol positivo, en lugar del "malvado" que hasta entonces ocupaba. Jeff Chandler, que interpretó al mítico jefe apache Cochise, tuvo el honor de desempeñar este papel.
En 1951, dirigió un clásico del cine de aventuras, Ave del paraíso nuevamente con Debra Paget, Jeff Chandler y Louis Jordan. Le siguió el western El retorno del tejano con Dale Robertson y Joanne Dru. En 1953 realizó El tesoro del Cóndor de Oro (nueva versión de la película de Edison Marshall, El hijo de la furia, 1942), que estuvo protagonizada por Cornel Wilde y Anne Bancroft. Ese mismo año realizó Nunca me dejes con Clark Gable y Gene Tierney. En 1954 dirigió Demetrio y los gladiadores con Victor Mature y Susan Hayward, que era la continuación de La túnica sagrada de Henry Koster. Tras esta producción regresó al western con Tambores de guerra, protagonizada por Alan Ladd. 
Tras un año sin dirigir, volvió a la dirección en 1956 con una de sus películas más míticas, Jubal, que destacó sobre todo por la tensión sexual que se respiraba entre sus protagonistas, atípica hasta ese momento. La película es interpretada por Ernest Borgnine, Valerie French, Rod Steiger, Charles Bronson, mientras el papel de Jubal fue desempeñado por Glenn Ford, que con esta película comenzó una colaboración con Davis, que se desarrollaría en otros dos western más. Su siguiente película fue otro western protagonizado por Richard Widmark y Felicia Farr cuyo título fue La ley del talión.
En 1957 trabajó en su segunda colaboración con Glenn Ford en otra película clásica, El tren de las 3:10, película que lejanamente recuerda a Solo ante el peligro de Fred Zinnemann. En esta ocasión Glenn Ford desempeñó el rol de malvado y Van Heflin es el abnegado defensor de la ley al que todo el mundo abandona.
En 1958 terminó su colaboración con Glenn Ford, con la película Cowboy, western con toques de comedia coprotagonizada por un joven Jack Lemmon. Durante ese mismo año vuelve al drama bélico con Cenizas bajo el sol que protagonizan Tony Curtis, Frank Sinatra y Natalie Wood.
Arizona prisión federal (en el original en inglés, The Badlanders), fue una película interpretada por Alan Ladd, Ernest Borgnine y Katy Jurado entre otros, y que era una adaptación al western de la película La jungla humana de John Huston. 
En 1959 realizó una de sus películas más recordadas, El árbol del ahorcado con Gary Cooper, Karl Malden, María Schell y George C. Scott. 
En aquellos momentos, Troy Donahue era un joven actor al que la industria cinematográfica de Hollywood quería intentar convertir en estrella, Delmer Davis puso su buen hacer al servicio de este proyecto en sus cuatro siguientes películas. En A Summer Place (En un lugar tranquilo al sur), el peso de la trama recaía en actores importantes como Richard Egan, Arthur Kennedy y Dorothy McGuire, teniendo Troy Donahue un papel más secundario. Las tres siguientes películas contarían con el protagonismo absoluto de Troy Donahue. Estas películas fueron dos dramas titulados Parrish y Susan Slade, y una comedia llamada Aventura en Roma, tres películas que a pesar de respaldar al aspirante a estrella con buenos intérpretes y la sólida realización de Delmer Davis, no lograron lanzar a Donahue como estrella y pueden considerarse por tanto como fallidos.
En 1963 realizó un emotivo drama familiar titulado en España Fiebre en la sangre, protagonizada por veteranos y grandes actores como Henry Fonda y Maureen O'Hara. En los dos años siguientes realizó sus dos últimas películas, Youngblood Hawke y Escándalo en Villa Fiorita.
Estuvo casado con la actriz Mary Lawrence desde 1938 hasta su fallecimiento el 17 de agosto de 1977. No tuvieron hijos.

## Filmografía
- Excess Baggage (1928), actor no acreditado
- Queen Kelly (1929), guionista
- The Bishop Murder Case (1930), actor
- Música y mujeres (Dames) (1934), guionista
- La generalita (Flirtation Walk) (1934), guionista
- Divina gloria (Page Miss Glory) (1935), guionista
- El bosque petrificado (The Petrified Forest) (1936), guionista
- Tú y yo (Love Affair) (1939), guionista
- Night of January 16th (1941), coguionista
- You Were Never Lovelier (1942), guionista
- Destino Tokio (Destination Tokyo) (1943), director y guionista
- The Very Thought of You (1944), director y guionista
- Hollywood Canteen (1944), director y guionista
- Pride of the Marines (1945), director
- The Red House (1947), director y guionista
- La senda tenebrosa (Dark Passage) (1947), director y guionista
- Task Force (1949), director y guionista
- Flecha rota (Broken Arrow) (1950), director
- Bird of Paradise (1951), director y guionista
- Treasure of the Golden Condor (1953), director y coguionista
- No me abandones (Never Let Me Go) (1953), director
- Tambores de guerra (Drum Beat) (1954), director, guionista y productor
- Demetrius y los gladiadores (Demetrius and the Gladiators) (1954), director
- White Feather (1955), guionista
- La ley del talión (The Last Wagon) (1956), director y guionista
- Jubal (1956), director y guionista
- El tren de las 3:10 (3:10 to Yuma (1957), director
- Tú y yo (An Affair to Remember) (1957), guionista
- Cowboy (1958), director
- Cenizas bajo el sol (Kings Go Forth) (1958), director
- El árbol del ahorcado (The hanging tree) (1959), director
- A Summer Place (1959), director, guionista y productor
- Parrish (1961), director, guionista y productor
- Más allá del amor (Rome Adventure) (1962), director, guionista y productor
- Fiebre en la sangre (Spencer's Mountain) (1963), director, guionista y productor
- Una mujer espera (Youngblood Hawke) (1964), director y guionista
- Escándalo en Villa Fiorita (The Battle of the Villa Fiorita) (1965), director, guionista y productor

- Datos: Q95119
- Multimedia: Delmer Daves / Q95119